# Mondsamen

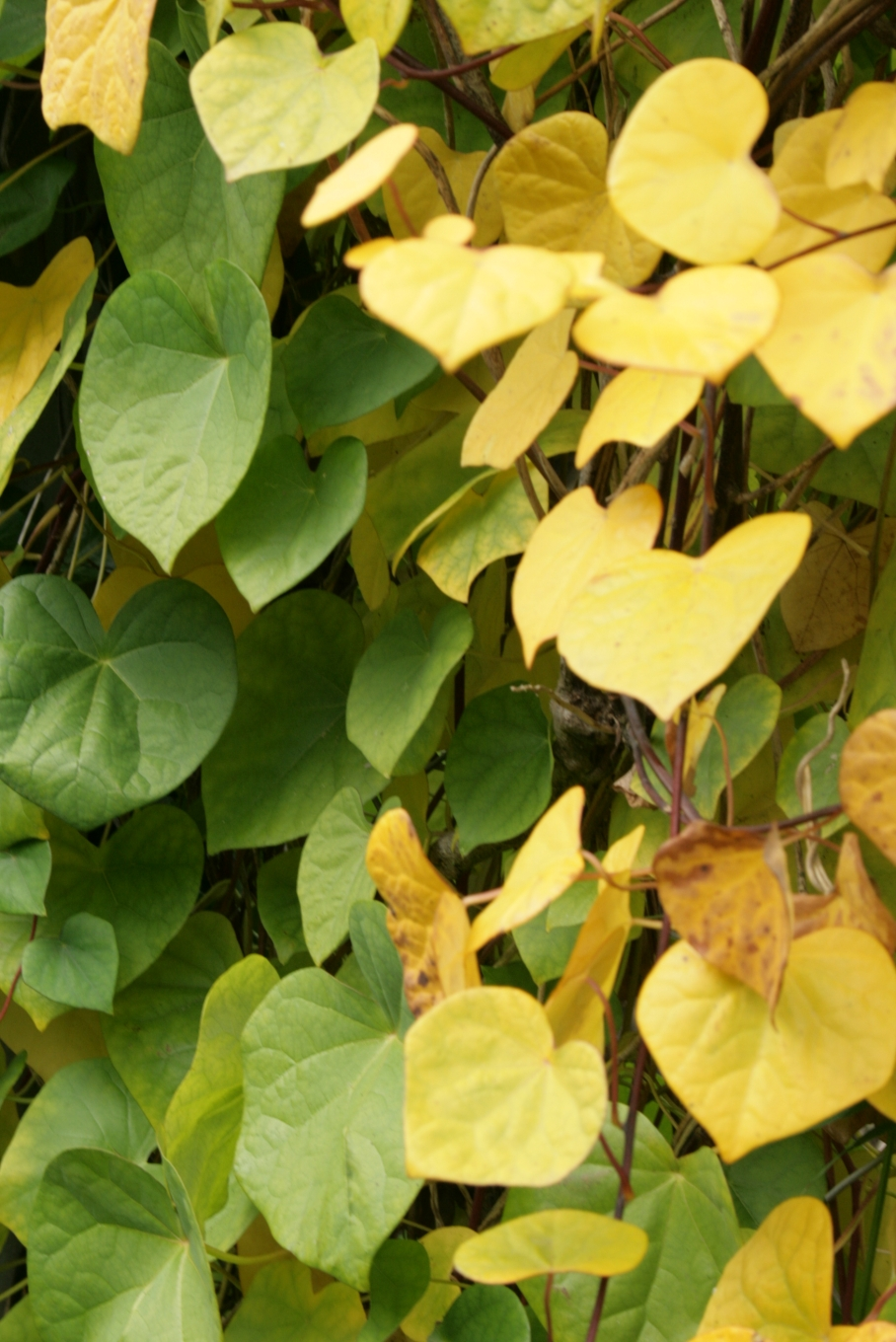
Blätter des Dahurischen Mondsamens

Die Mondsamen (Menispermum) sind eine Pflanzengattung von sommergrünen Sträuchern aus Ostasien und Nordamerika, die schwarzblaue Steinfrüchte tragen.

## Beschreibung
Die Mondsamen sind sommergrüne, linkswindende, kletternde, üppig wachsende Sträucher mit dünnen, glänzend olivgrünen bis dunkel braunroten Zweigen. Die Knospen liegen in der napfartigen, kreisförmigen oder am oberen Saum ausgerandeten Blattnarbe geborgen. Die Blätter stehen wechselständig. Sie sind lang gestielt, drei- bis siebenlappig, von mehr oder weniger schildförmiger Form und mit handförmig angeordneten Blattadern versehen. Sie sind kahl oder fein behaart. Die Blattunterseite ist sehr hell und manchmal silbrig. Nebenblätter werden nicht gebildet. Die Blüten sind zweihäusig verteilt. Sie sind gelbgrün und unscheinbar und in gestielten, achselständigen Trauben oder Rispen angeordnet. Die Einzelblüten haben vier bis zehn spiralig angeordneter Kelchblätter und sechs bis neun Kronblätter, die kürzer als die Kelchblätter sind. Die männlichen Blüten haben 12 bis 18, selten bis 36 Staubblätter, die weiblichen Blüten sechs bis zwölf Staminodien und zwei bis vier Fruchtblätter mit breiten, beinahe sitzenden Narben. Als Früchte werden 0,8 bis 1 Zentimeter große, schwarzblaue Steinfrüchte gebildet, die in Gruppen von zwei bis drei stehen. Die Steinkerne sind 7 bis 8 Millimeter groß und abgeflacht nieren- oder becherförmig.
Die Chromosomenzahl beträgt für beide Arten 2n = 52.

## Bilder

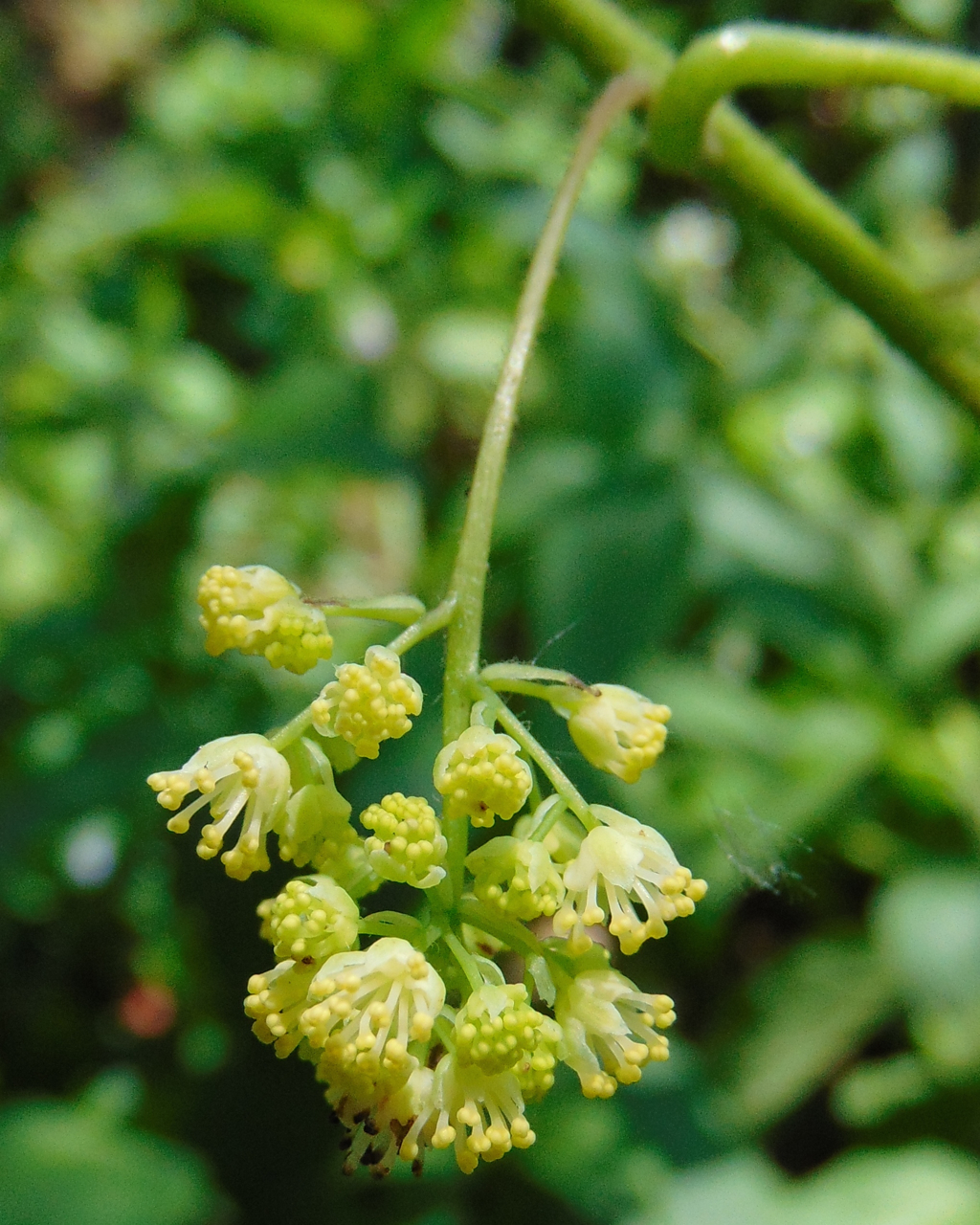
Blüten des Amerikanischen Mondsamens
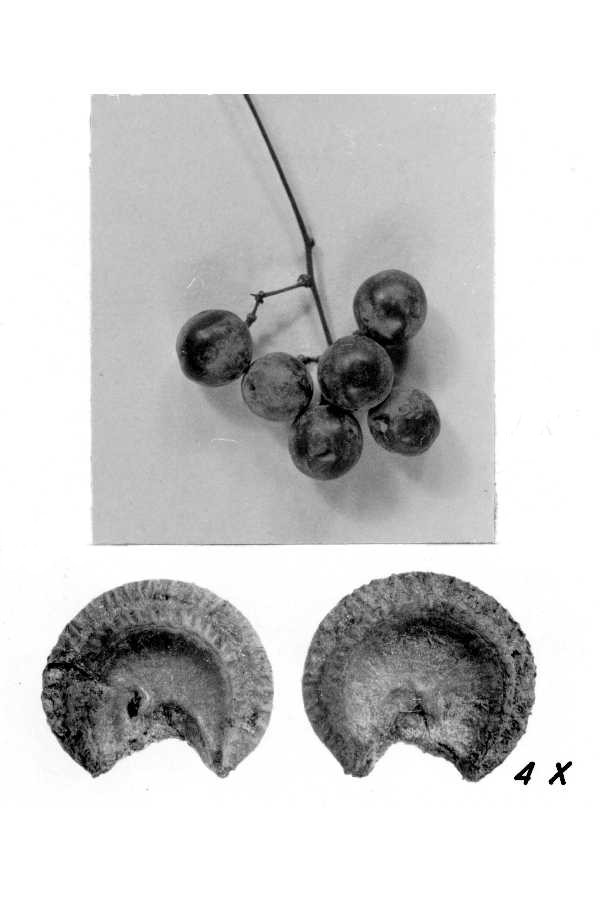
Früchte und Samen des Amerikanischen Mondsamens
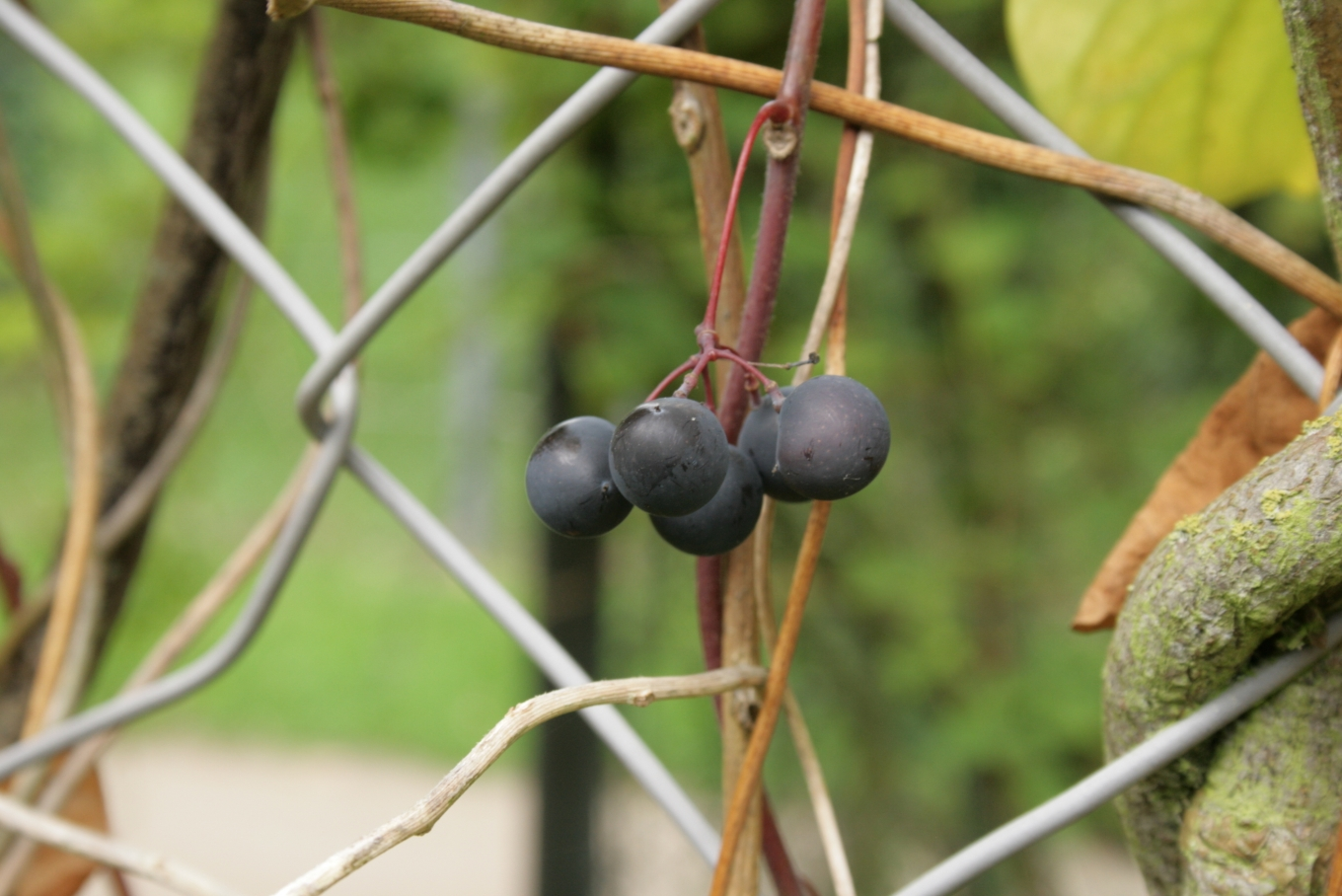
Früchte des Dahurischen Mondsamens

## Verbreitung
Vertreter der Mondsamen kommen im temperierten Ostasien und im atlantischen Nordamerika und Mexiko vor.

## Systematik
Die Mondsamen (Menispermum) sind eine Gattung in der Familie der Mondsamengewächse (Menispermaceae). Ihr werden zwei Arten zugeordnet:
- Amerikanischer Mondsame (Menispermum canadense L.)
- Dahurischer Mondsame (Menispermum dauricum DC.)[7][3]

Die beiden Arten können durch die Anordnung des Blattstiels unterschieden werden. Beim Amerikanischen Mondsamen mündet der Blattstiel nahe am Blattrand, beim Dahurischen Mondsamen entfernt vom Blattrand, mehr mittig in der Blattspreite. Mehrere Arten, die ebenfalls der Gattung der Mondsamen zugerechnet wurden, werden inzwischen zu anderen Gattungen, etwa Cocculus oder Tinospora gezählt.
Der wissenschaftliche Name Monospermum leitet sich vom griechischen men für „Mond“ und von sperma, „Same“ ab.

## Verwendung
Die beiden Arten werden selten als Ziersträucher gepflanzt, um Lauben, Zäune oder Mauern zu bekleiden.